# 察哈尔省境内蒙古各盟旗群地方自治政务委员会
察哈尔省境内蒙古各盟旗群地方自治政务委员会，简称察境蒙政会，是直隶于国民政府行政院的地方行政机关。

## 简介
民国25年（1936年）7月27日，中国国民党中央政治会议讨论察哈尔省境内的蒙旗自治问题，议决撤銷先前設立的蒙古地方自治政務委員會，改以省界劃分其原轄區，设立察哈尔省境内蒙古各盟旗群地方自治政务委员会，直隶于国民政府行政院，办理察哈尔省境内的锡林郭勒盟所属各旗、察哈尔左翼4旗及4牧群的地方自治事务。同日，国民政府公布《察哈爾省境內蒙古各盟旗群地方自治政務委員會暫行組織大綱》，並废止《蒙古地方自治政務委員會暫行組織大綱》。察哈尔省境内蒙古各盟旗群地方自治政务委员会设委员9至24人，在委员中指定委员长1人，副委员长2人，下设秘书处、参事处、民治处、实业处、教育处、保安处、卫生处、设察哈尔盟旗特派员1人。
国民政府任命的察哈尔省境内蒙古各盟旗群地方自治政务委员会委员长德穆楚克栋鲁普等人已于1936年2月投靠日本，在锡林郭勒盟苏尼特右旗成立了蒙古军总司令部（后改组为蒙古军政府）。德穆楚克栋鲁普、卓特巴扎普等人虽然接受了任命，但并未正式组建察哈尔省境内蒙古各盟旗群地方自治政务委员会的组织机构。察哈尔省境内蒙古各盟旗群地方自治政务委员会事实上始终未能正式成立。
民国25年（1936年）11月5日，德穆楚克栋鲁普、卓特巴扎普以察哈尔省境内蒙古各盟旗群地方自治政务委员会正、副委员长的名义向時任绥远省政府主席傅作义发出了宣战性通电，随后在日本指使下发动了进攻綏遠省的战争。

## 组成人员
- 委员长：德穆楚克栋鲁普（1936年7月27日任）
- 副委员长：
  - 卓特巴扎布（1936年7月27日任）
  - 林沁旺都特（1936年7月27日任）
- 委员：（略）
- 察哈尔蒙旗特派员：马鹤天（1939年8月任）[4]